# Лопухина, Евдокия Фёдоровна
Царица Евдоки́я Фёдоровна, урождённая  Лопухина́ (при рождении Праско́вья Илларио́новна, в иночестве Еле́на; 30 июля [9 августа] 1669 — 27 августа [7 сентября] 1731) — царица, первая супруга Петра I (с 27 января 1689 до 1698), мать царевича Алексея, последняя русская царица и последняя не морганатическая неиноземная супруга русского монарха.

## Биография

### Происхождение и ранние годы
Отцом Евдокии был Илларион Авраамович Лопухин, стряпчий при дворе царя Алексея Михайловича. При Фёдоре Алексеевиче отец Евдокии стал полковником и стрелецким головой, позже — государевым стольником и окольничим, а в связи со свадьбой Евдокии и Петра I был возведён в чин боярина. Евдокия родилась в родовой вотчине — селе Серебряно Мещовского уезда. Город Мещовск был родиной царицы Евдокии Стрешневой, жены Михаила Фёдоровича — деда Петра I. При бракосочетании имя «Прасковья» было сменено на более благозвучное и приличествующее царице — «Евдокия», возможно, в честь её соотечественницы, а также — может быть, чтобы не совпадать с именем жены соправителя Петра I — Прасковьи Салтыковой, супруги Ивана V. Отчество Илларионовна было изменено на «Фёдоровна» (традиционно, в честь святыни Романовых — Феодоровской иконы).

### Брак
Была выбрана в качестве невесты царицей Натальей Кирилловной без согласования этого вопроса с 16-летним женихом. К той мысли, что сыну пора жениться, мать натолкнула новость о том, что Прасковья Салтыкова ждёт ребёнка (через 2 месяца после венчания Петра с Лопухиной была рождена царевна Мария Ивановна). Наталью Кирилловну в этом браке прельщало то, что хотя род Лопухиных, входивший в число союзников Нарышкиных, и был захудалым, он был многочисленным, и она надеялась, что они будут стоять на страже интересов её сына, будучи популярными в стрелецких войсках. Однако Нарышкины и Тихон Стрешнев воспрепятствовали этому.
Венчание Петра I и Лопухиной состоялось 27 января (6 февраля) 1689 в церкви Преображенского дворца под Москвой. Событие было знаковым для тех, кто ждал, когда Пётр сменит правительницу Софью, «так как, по русским понятиям, женатый человек считался совершеннолетним, и Пётр в глазах своего народа получил полное нравственное право избавить себя от опеки сестры».
Евдокия была воспитана по старинным обычаям Домостроя и не разделяла интересов прозападного мужа, при этом обладала достаточно независимым характером. На её сестре Ксении был женат (с 1691) Борис Иванович Куракин. Он оставил описание Евдокии в «Гистории о царе Петре Алексеевиче»:

«И была принцесса лицом изрядная, токмо ума посреднего и нравом не сходная к своему супругу, отчего всё счастие своё потеряла и весь род свой сгубила… Правда, сначала любовь между ими, царём Петром и супругою его, была изрядная, но продолжалася разве токмо год. Но потом пресеклась; к тому же царица Наталья Кирилловна невестку свою возненавидела и желала больше видеть с мужем её в несогласии, нежели в любви. И так дошло до конца такого, что от сего супружества последовали в государстве Российском великие дела, которые были уже явны на весь свет…»
Род же Лопухиных, вскоре после свадьбы оказавшийся «на виду» придворной жизни, он характеризует так:
«… люди злые, скупые ябедники, умов самых низких и не знающие нимало в обхождении дворовом… И того к часу все их возненавидели и стали рассуждать, что ежели придут в милость, то всех погубят и государством завладеют. И, коротко сказать, от всех были возненавидимы и все им зла искали или опасность от них имели».

От этого брака в течение трёх первых лет родились трое сыновей: младшие, Александр и Павел (существование последнего весьма спорно), умерли во младенчестве, а старшему, царевичу Алексею, родившемуся в 1690 году, была суждена более роковая судьба — он погиб по приказу своего отца в 1718 году.
Поначалу брак был довольно счастливым, о чём свидетельствуют сохранившиеся письма супругов друг другу, оба подписывались полуименами: Пётр называл себя Петрушкой, а Евдокия — Дунькой. Так, Евдокия, ожидая возвращения Петра из очередного путешествия, писала ему:

Здравствуй, свет мой, на множество лет! Просим милости — пожалуй, государь, буди к нам, не замешкав. А я, по милости матушкиной, жива. Женишка твоя Дунька челом бьёт
 Однако, Пётр быстро охладел к жене и с 1692 года сблизился в Немецкой слободе с Анной Монс. Но, пока была жива его мать, царь не демонстрировал открыто антипатии к жене. При этом сама Наталья Кирилловна в последние годы жизни быстро разочаровалась в невестке, невзлюбив её за самостоятельность и откровенное упрямство. После смерти Натальи Кирилловны в 1694 году, когда Пётр уехал в Архангельск, он перестал поддерживать переписку с Евдокией. Хотя Евдокию ещё называли царицей, и она жила с сыном во дворце в Кремле, её родственники Лопухины, занимавшие видные государственные посты, попали в опалу. Молодая царица стала поддерживать общение с лицами, недовольными политикой Петра. 
- Детский портрет Евдокии в царском одеянии
- Портрет ок. 1727 г.
- Рисунок, расположенный в начале «Книги любви знак в честен брак», преподнесённой в 1689 г. в качестве свадебного подарка Петру Первому.

### Постриг
В 1697 году, перед самым отъездом царя за границу, в связи с открытием заговора Соковнина, Цыклера и Пушкина, воеводами были сосланы отец царицы и его два брата — бояре Сергей и Василий, подальше от Москвы. В 1697 году Пётр, находясь в Великом посольстве, из Лондона письменно поручил своему дяде Льву Нарышкину и боярину Тихону Стрешневу, а также духовнику царицы уговорить Евдокию постричься в монахини. Евдокия не согласилась, ссылаясь на малолетство сына и его нужду в ней. Но по возвращении из-за границы 25 августа 1698 года царь поехал сразу к Анне Монс.
Побывав в первый день у любовницы и навестив ещё несколько домов, царь лишь через неделю увиделся с законной женой, причём не дома, а в палатах Андрея Виниуса, главы Почтового ведомства. Повторенные уговоры не увенчались успехом — Евдокия отказалась постригаться, и в тот же день попросила о заступничестве патриарха Адриана, который заступился за неё, но безуспешно, лишь вызвав ярость Петра. Через 3 недели её повезли под конвоем в монастырь. (Существуют указания[какие?], что сначала он вообще хотел её казнить, но был переубеждён Лефортом).
23 сентября 1698 года её отправили в Суздальско-Покровский монастырь (традиционное место ссылки цариц), где она была пострижена под именем Елены. Архимандрит обители не согласился постричь её, за что был взят под стражу. В Манифесте, позже изданном в связи с «делом царевича Алексея», Пётр I сформулировал обвинения против бывшей царицы — «…за некоторые её противности и подозрения». В том же 1698 году Пётр постриг двух своих единокровных сестёр Марфу и Феодосию за сочувствие к свергнутой царевне Софье.
Содержания ей назначено от казны не было — её «кормили» родственники. Она им писала: «Здесь ведь ничего нет: всё гнилое. Хоть я вам и прискушна, да что же делать. Покамест жива, пожалуйста, поите, да кормите, да одевайте, нищую».
Через полгода фактически оставила монашескую жизнь, став жить в монастыре как мирянка, и в 1709—1710 гг. вступила в связь с приехавшим в Суздаль для проведения рекрутского набора майором Степаном Глебовым, которого ввёл к ней её же духовник Фёдор Пустынный.

Из признательного письма Евдокии к Петру: «Всемилостивейший государь! В прошлых годах, а в котором не упомню, по обещанию своему пострижена я была в суздальском Покровском монастыре в старицы и наречено мне было имя Елена. И по пострижению в иноческом платье ходила с полгода; и, не восхотя быть инокою, оставя монашество и скинув платье, жила в том монастыре скрытно, под видом иночества, мирянкою…»
— С. Соловьёв История России с древнейших времен. Том 17. Царствование Петра I Алексеевича
По некоторым указаниям, Глебовы были соседями Лопухиных, и Евдокия могла знать его с детства.

Из письма Евдокии к Глебову: «Свет мой, батюшка мой, душа моя, радость моя! Знать уж злопроклятый час приходит, что мне с тобою расставаться! Лучше бы мне душа моя с телом рассталась! Ох, свет мой! Как мне на свете быть без тебя, как живой быть? Уже моё проклятое сердце да много послышало нечто тошно, давно мне всё плакало. Ах, мне с тобою, знать, будет роставаться. Уж мне нет тебя милее, ей-Богу! Ох, любезный друг мой! За что ты мне таков мил? Уже мне не жизнь моя на свете! За что ты на меня, душа моя, был гневен? Что ты ко мне не писал? Носи, сердце моё, мой перстень, меня любя; а я такой же себе сделала; то-то у тебя я его брала»…"

### Дело царевича Алексея
В русском обществе сохранялось сочувствие к сосланной царице. Епископ Ростовский Досифей пророчествовал, что Евдокия скоро опять будет царицей, и поминал её в церквах «великой государыней». Предрекали также, что Пётр примирится с женой и оставит недавно основанный Петербург и свои реформы. Всё это открылось из т. н. Кикинского розыска по делу царевича Алексея в 1718 году, во время суда над которым Пётр узнал про её жизнь и отношения с противниками реформ. Было открыто её участие в заговоре. В Суздаль для розыска был прислан капитан-поручик Скорняков-Писарев, который арестовал её вместе со сторонниками.

3 февраля 1718 года Пётр даёт ему повеление: «Указ бомбардирской роты капитан-поручику Писареву. Ехать тебе в Суздаль и там в кельях бывшей жены моей и ея фаворитов осмотреть письма, и, ежели найдутся подозрительныя, по тем письмам, у кого их вынул, взять за арест и привести с собою купно с письмами, оставя караул у ворот».

Скорняков-Писарев застал бывшую царицу в мирском платье, а в церкви монастыря обнаружил записку, где её поминали не инокиней, а «Благочестивейшей великой государыней нашей, царицей и Великой княгиней Евдокией Фёдоровной», и желали ей и царевичу Алексею «благоденственное пребывание и мирное житие, здравие же и спасение и во всём благое поспешение ныне и впредь будущие многие и несчётные лета, во благополучном пребывания многая лета здравствовать».
На допросе Глебов показал: «И сошёлся я с нею в любовь через старицу Каптелину и жил с нею блудно». Старицы Мартемьяна и Каптелина показали, что своего любовника «инокиня Елена пускала к себе днём и ночью, и Степан Глебов с нею обнимался и целовался, а нас или отсылали телогреи кроить к себе в кельи, или выхаживали вон». Проводивший обыск гвардии капитан Лев Измайлов нашёл у Глебова 9 писем царицы. В них она просила уйти с военной службы и добиться места воеводы в Суздале, рекомендовала, как добиться успеха в различных делах, но, главным образом, они были посвящены их любовной страсти. Сама Евдокия показала: «Я с ним блудно жила в то время, как он был у рекрутского набора, в том и виновата». В письме к Петру она призналась во всём и просила прощения, чтобы ей «безгодною смертью не умереть».
14 февраля Писарев арестовал всех и повёз в Москву. 20 февраля 1718 года в Преображенском застенке состоялась очная ставка Глебова и Лопухиной, которые не запирались в своей связи. Глебову ставили в вину письма «цифирью», в которых он изливал «безчестныя укоризны, касающияся знамой высокой персоны Его царского величества, и к возмущению против Его величества народа». Австриец Плейер писал на родину: «Майор Степан Глебов, пытанный в Москве страшно кнутом — раскалённым железом, горящими угольями, трое суток привязанный к столбу на доске с деревянными гвоздями — ни в чём не сознался». Тогда Глебов был посажен на кол и, прежде чем умереть, мучился 14 часов. По некоторым указаниям, Евдокию заставили присутствовать при казни и не давали закрывать глаза и отворачиваться.
После жестокого розыска были казнены и другие сторонники Евдокии, прочие были биты кнутом и сосланы. В сочувствии к Евдокии были уличены монахи и монахини суздальских монастырей, Крутицкий митрополит Игнатий (Смола) и многие другие. Игумения Покровского монастыря Марфа, казначея Мариамна, монахиня Капитолина и несколько других монахинь были осуждены и казнены на Красной площади в Москве в марте 1718 года. Собор священнослужителей приговорил и саму царицу к избиению кнутом, и в их присутствии она была выпорота. 26 июня того же года погиб её единственный сын — приговорённый к смерти царевич Алексей. В декабре 1718 года был казнён её брат, Абрам Фёдорович Лопухин.
В итоге в 1718 году она была переведена из Суздаля сначала в Александровский Успенский монастырь, а затем в Ладожский Успенский монастырь, где 7 лет жила под строгим надзором до кончины бывшего мужа. В 1725-м её отправили в Шлиссельбург, где Екатерина I держала её в строго секретном заключении как государственную преступницу под именованием «известной особы». Евдокия представляла бо́льшую угрозу для новой императрицы, чьи права на престол были весьма сомнительны, чем ранее для своего мужа, настоящего Романова.

### После воцарения Петра II
С воцарением своего внука Петра II, спустя несколько месяцев, она была с почётом перевезена в Москву и жила сначала в Вознесенском монастыре в Кремле, затем в Новодевичьем монастыре — в Лопухинских палатах. Верховный тайный Совет издал Указ о восстановлении чести и достоинства царицы с изъятием всех порочащих её документов и отменил своё решение (1722) о назначении императором наследника по собственному умыслу без учёта прав на престол, хотя Александр Меншиков усиленно этому сопротивлялся. Ей было дано большое содержание и особый двор. На её содержание было определено 4500 руб. в год, а по приезде Петра II в Москву сумма была увеличена до 60 тыс. руб. ежегодно. Никакой роли при дворе Петра II Лопухина не играла.
После смерти Петра II в 1730 году возник вопрос о том, кто станет его наследником, и Евдокия упоминалась в числе кандидатур. Существуют свидетельства, что Евдокия Фёдоровна отказалась от престола, предложенного ей членами Верховного тайного совета. Позже Степан Васильевич Лопухин (двоюродный брат Евдокии) вспоминал:

Когда государь император Петр II скончался, тогда меня, призвав, фельдмаршал князь Голицын, князь Димитрий Голицын да фельдмаршал князь Долгорукий спрашивали, не подписывал ли Его Величество какой духовной,и я сказал: «не видал». И притом они имели рассуждение, кого выбирать на престол. И сперва говорили о царице Евдокии Фёдоровне, что она уже стара; потом о царевнах Екатерине и Прасковье, что их нельзя, сказав некоторые слова непристойные. Потом о Её Величестве (говорено в царствование Елизаветы Петровны) молвил из них помянутый фельдмаршал князь Долгоруков, что Её Величество в такое время (до брака) родилась,и что за тем и за другим, сказав ещё некоторые непристойные слова, выбрать нельзя. И потом положили намерение к выбору на императрицу Анну Иоанновну.
Умерла Евдокия в 1731. Перед кончиной последние слова её были: «Бог дал мне познать истинную цену величия и счастья земного».
Императрица Анна Иоанновна относилась к ней уважительно, помня о том, что царица Евдокия отказалась от царствования в её пользу, и пришла на её похороны. Похоронена в соборной церкви Новодевичьего монастыря у южной стены собора Смоленской иконы Божьей Матери рядом с гробницами царевен Софьи и её сестры Екатерины Алексеевны.

## Петербургу быть пусту
«Петербургу быть пусту» (Петербургу пусту быти) — пророчество (заклятие) о гибели новой столицы. Приводится со слов её сына, якобы слышавшего от царевны Марьи Алексеевны рассказ о том, что царица Евдокия «слышала некие толки». Приводятся слова, записанные дьяком в протоколе допроса. 
«..царевна Марья Алексеевна, ..по многим разговорам, пришла речь до матери моей. (…) Ещё де сказывала, что Питербурх не устоит за нами: „Быть-де ему пусту; многие-де о сём говорят“».

## Семья
Дети
1. Алексей Петрович (18 (28) февраля 1690 — 26 июня (7 июля) 1718)
2. Александр Петрович (3 (13) октября 1691 — 14 (25) мая 1692).

## В церковной деятельности
- Село Дунилово Шуйского района Ивановской области принадлежало Лопухиным. В Покровском соборе села находится чудотворная икона — вклад Евдокии и Петра.
- В 1691—1694 годах по её повелению к трапезной Андрониковского монастыря пристроили 3-й ярус, в котором устроили церковь Михаила Архангела с приделом св. Петра и Павла. Нижний ярус она отвела под фамильную усыпальницу, установив там иконы Знамения Божьей Матери.
- В 1748 г. в сельце Тинькове близ Калуги был явлен чудотворный образ Пресвятой Богородицы, впоследствии названный Калужским. «На этой иконе Богоматерь соблаговолила предстать в облике поразительно схожем с прижизненным портретом Царицы Евдокии в монашеских одеждах с раскрытой книгой, написанном во время её пребывания в Покровском монастыре почти за 40 лет до обретения сей святыни»[9].

## Киновоплощения
- Любовь Германова («Юность Петра», «В начале славных дел», 1980)
- Наталья Андрейченко («Пётр Великий», СССР — США, 1986)
- Людмила Зайцева («Царевич Алексей», 1997)